# Олончено
Олончено — деревня в Ганьковском сельском поселении Тихвинского района Ленинградской области.

## История
Усадище Олончае упоминается в переписи 1710 года в Дмитровском Капецком погосте Нагорной половины Обонежской пятины.
Как деревня Афонасово она упоминается на карте Новгородского наместничества 1792 года А. М. Вильбрехта.

ОЛОНЧАНО (ОЛОНЩИНА) — деревня Олончанского общества, прихода Капецкого погоста. Река Капша.

Крестьянских дворов — 7. Строений — 10, в том числе жилых — 7. Число жителей по семейным спискам 1879 г.: 16 м. п., 19 ж. п.

АФОНАСЬЕВСКОЕ — деревня смежна с Олончано.

Крестьянских дворов — 7. Строений — 12, в том числе жилых — 8. Число жителей по семейным спискам 1879 г.: 26 м. п., 29 ж. п.

Всего по приходским сведениям 1879 г.: 49 м. п., 50 ж. п.

В конце XIX — начале XX века деревня административно относилась к Куневичской волости 2-го земского участка 2-го стана Тихвинского уезда Новгородской губернии.

ОЛОНЧАНА — деревня Олончанского общества, дворов — 9, жилых домов — 10, число жителей: 25 м. п., 25 ж. п.
 
Занятия жителей — земледелие, лесные промыслы. Река Капша. Часовня.
  
АФАНАСЬЕВСКОЕ — деревня Олончанского общества, дворов — 14, жилых домов — 19, число жителей: 37 м. п., 34 ж. п.
 
Занятия жителей — земледелие, рубка и сплав леса. Река Капша. 
 
АФАНАСЬЕВСКОЕ — выселок Н. Васильева, дворов — 1, жилых домов — 1, число жителей: 5 м. п., 3 ж. п.
 
Занятия жителей — земледелие, лесные промыслы. Река Капша. (1910 год)

С 1917 по 1918 год деревня Олончана входила в состав Куневичской волости Тихвинского уезда Новгородской губернии. 
С 1918 года в составе Череповецкой губернии.
С 1924 года в составе Капшинской волости.
С 1927 года в составе Куневичского сельсовета Капшинского района.
С 1928 года в составе Ерёминогорского сельсовета.

Деревня Олончено на карте 1932 года

Согласно карте Ленинградской области Северо-западного аэрогеодезического треста ГГУ издания 1932 года деревня называлась Олончена и насчитывала 17 крестьянских дворов.
По данным 1933 года деревня называлась Олончена и входила в состав Ерёминогорского сельсовета Капшинского района Ленинградской области.
В 1940 году население деревни составляло 139 человек.
В 1958 году население деревни составляло 88 человек.
С 1963 года в составе Тихвинского района.
По данным 1966 и 1973 годов деревня называлась Олончено и входила в состав Ерёминогорского сельсовета.
По данным 1990 года деревня называлась Олончино и также входила в состав Ерёминогорского сельсовета.
В 1997 году в деревне Олончено Ерёминогорской волости проживали 12 человек, в 2002 году — 21 человек (русские — 95 %).
В 2007 году в деревне Олончено Ганьковского СП проживали 11 человек, в 2010 году — 9.

## География
Деревня расположена в северной части района на автодороге 41А-009 (Лодейное Поле — Тихвин — Чудово).
Расстояние до административного центра поселения — 18 км.
Расстояние до ближайшей железнодорожной станции Тихвин — 64 км.
Деревня находится на правом берегу реки Капша.

## Демография
| 2007 | 2010 | 2017 |
| ---- | ---- | ---- |
| 11   | ↘9   | ↘7   |

### Национальный состав
Согласно данным Всероссийской переписи населения 2021 года в деревне проживали 3 человека, все русские.